# دير السلط
دير السلط من أعمال مدينة الحراك في محافظة درعا السورية حيث تقع غرب مدينة الحراك ويفصلها عن الحراك قرية الحريك حيث تم اندماج تلك التجمعات الثلاث لتشكل مدينة الحراك ودير السلط قرية صغيرة لايتجاوز عدد سكانها الالفي نسمة. القرية غنية بالآثار الإغريقية والرومانية والإسلامية، فيها بئر روماني محفور في منطقة صخرية يقع غرب القرية، كان يشكل مصدرا أساسيا للشرب و لسقاية الماشية، كذلك فيها بئرين أصغر حجما يطلق الأهالي عليهما اسم البرك، كما أن القرية مبنية على أنقاض مدينة رومانية تحتوي ديرا للرهبان، ولا يزال جزء من الآثار سليما يستطيع أهل القرية مشاهدته عن طريق ممرات وسراديب تحت الأرض توصلهم لجدران وفناءات غاية في الروعة، ومنه استمدت القرية اسمها إذ كان يطلق عليها قديما دير الرهبان، ولا تزال تلك الآثار مهملة على المستوى الرسمي، ولا يعرفها الكثير من الناس، وذلك بسبب القبضة الأمنية التي كانت تعاقب من يحاول مجرد الحفر في تلك المنطقة بالاعتقال والتعذيب.